# Hypostomus ventromaculatus
Hypostomus ventromaculatus es una especie de peces de la familia Loricariidae en el orden de los Siluriformes.

## Morfología
Los machos pueden llegar alcanzar los 25 cm de longitud total.

## Distribución geográfica
Se encuentran en Sudamérica: desde el río Oyapock hasta el río Surinam.